# بحر باثينيان

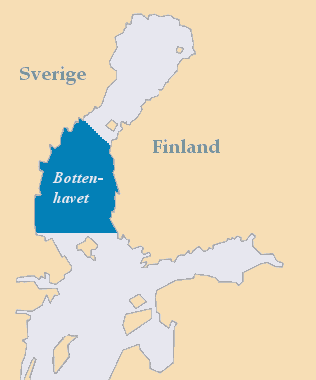
بحر باثينيان.

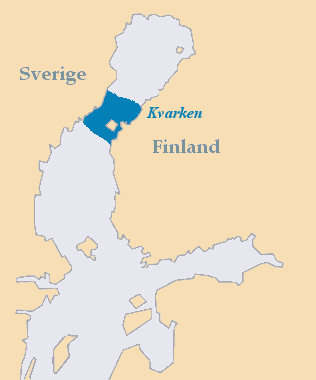
Kvarken, المنطقة الضيقة في الخليج

بحر باثينيان (السويدية: Bottenhavet، الفنلندية: Selkämeri) يربط بين خليج باثينيان (ويسمى أيضا خليج بوثنيا) مع بحر البلطيق. يقع Kvarken المنطقة الضيقة في خليج بوثنيا بين البلدين السويد وفلندا. معا، والبحر باثينيان وخليج يشكلون كيانا جغرافيا أكبر، خليج بوثنيه. يحد خليج بوثنيا السويد من الغرب، وفنلندا من الشرق. وبحر أولند وبحر الأرخبيل من الجنوب. المساحة السطحية لبحر باثينيان حوالي 79,000 كيلومتر مربع. أكبر المدن الساحلية، من الجنوب إلى الشمال، هي راوما وبوري في فنلندا، ويفله وسندسفال في السويد، بينما تقع أوميو (السويد) وفآسا (فنلندا) في أقصى الشمال، بالقرب باثينيان.